# Gustav Krupp von Bohlen und Halbach
Gustav Krupp von Bohlen und Halbach (født 7. august 1870, død 16. januar 1950) var en tysk diplomat, der giftede sig med Bertha Krupp.
Han blev industrimagnat og koncernchef for Krupp AG og sluttede sig til NSDAP, hvorefter firmaet blev en stor leverandør af blandt andet kanoner til Nazi-Tyskland under Adolf Hitler.
Under Nürnbergprocessen blev Gustav Krupp tiltalt, men han var for dement til at kunne blive dømt, og derfor blev tiltalen frafaldet.